# Lascoria
Lascoria is een geslacht van vlinders van de familie spinneruilen (Erebidae), uit de onderfamilie Herminiinae.

## Soorten
- L. albibasalis Walker, 1865
- L. albipunctalis Druce, 1891
- L. ambigualis Walker, 1865
- L. antigone Schaus, 1916
- L. anxa Druce, 1891
- L. aon Druce, 1891
- L. arenosa Schaus, 1916
- L. barbaralis Schaus, 1912
- L. cristata Schaus, 1916
- L. curta Dognin, 1914
- L. dulcena Schaus, 1906
- L. fassliata Dognin, 1914
- L. laurentia Schaus, 1916
- L. leucorhabdota Kaye, 1901
- L. manes Druce, 1891
- L. maronialis Schaus, 1916
- L. naupalis Schaus, 1916
- L. nivea Schaus, 1916
- L. paulensis Schaus, 1906
- L. phormisalis Walker, 1859